# Distretto di Moamba
Il distretto di Moamba è un distretto del Mozambico, facente parte della Provincia di Maputo.

## Suddivisioni amministrative
Il distretto è suddiviso in quattro sottodistretti amministrativi (posti amministrativi):
- Moamba
- Ressano Garcia
- Pessene
- Sábiè